# Villeron
Villeron est une commune du Val-d'Oise située en Plaine de France, à proximité de l'aéroport Roissy-Charles-de-Gaulle et à environ 30 km au nord-est de Paris.
Ses habitants sont les Villeronnai(se)s.

## Géographie

### Description
Villeron est un village périurbain de la Plaine de France dans le Val-d'Oise, situé à 26 km au nord-est de Paris, proche de l'aéroport de Paris-Charles-de-Gaulle et à 16 km au sud de Chantilly.

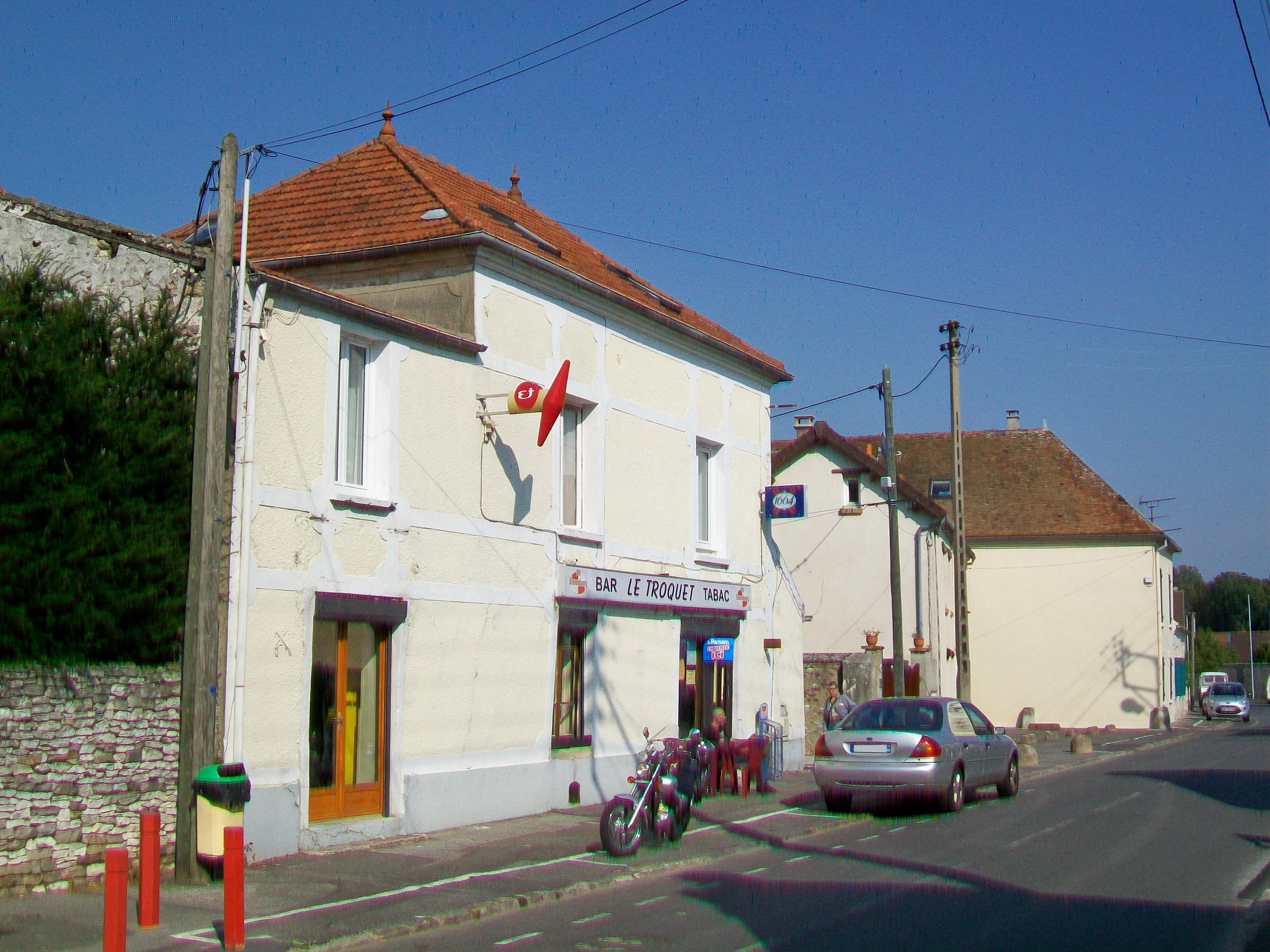
Ambiance du village : l'unique commerce de la commune, en 2012.

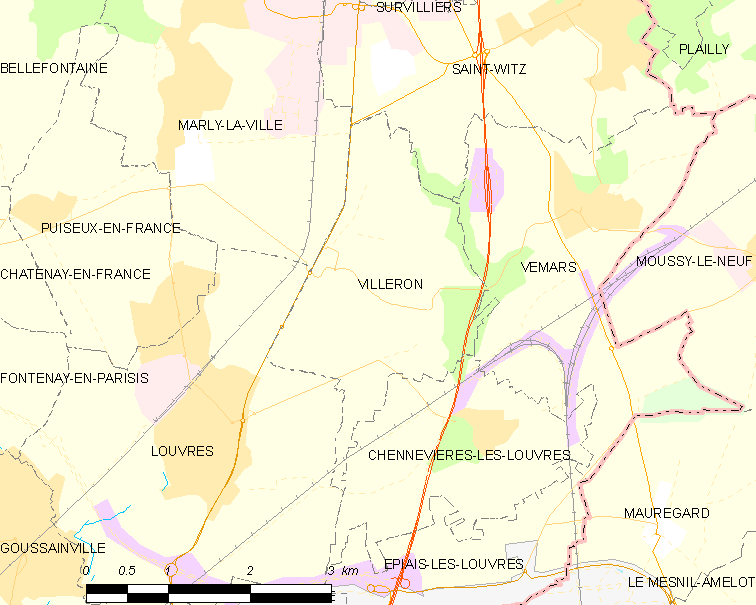
Carte de la commune.
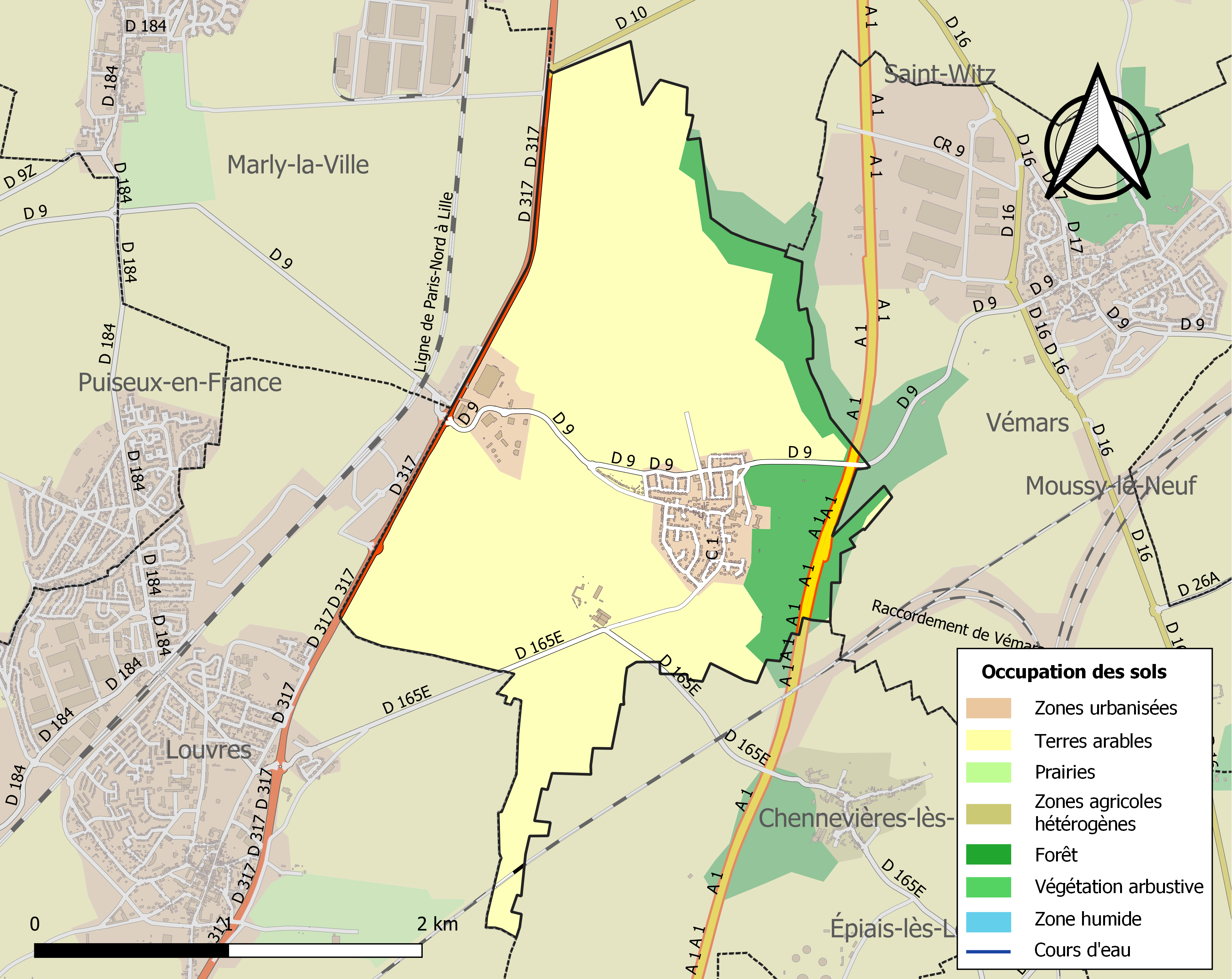
Occupation des sols.

### Communes limitrophes
La commune est limitrophe de Louvres, Marly-la-Ville, Saint-Witz, Vémars et Chennevières-lès-Louvres.
| Marly-la-Ville | Saint-Witz | Vémars                   |
|                | Villeron   |                          |
| Louvres        |            | Chennevières-lès-Louvres |

### Hydrographie
La commune est drainée par le ru de Michelette, un affluent du Croult et donc un sous-affluent de la Seine.

### Voies de communication et transports
Le territoire communal est limité à l'ouest par l'ancienne route nationale 17 (actuelle RD 1017) et à l'est par l'autoroute A1, dont une aire de repos, située sur son territoire, porte le nom.
La station de chemin de fer la plus proche est la gare de Louvres, desservie par les trains de la ligne D du RER.

### Climat
Pour des articles plus généraux, voir Climat de l'Île-de-France et Climat du Val-d'Oise.
En 2010, le climat de la commune est de type climat océanique dégradé des plaines du Centre et du Nord, selon une étude du CNRS s'appuyant sur une série de données couvrant la période 1971-2000. En 2020, Météo-France publie une typologie des climats de la France métropolitaine dans laquelle la commune est exposée à un climat océanique altéré et est dans la région climatique Sud-ouest du bassin Parisien, caractérisée par une faible pluviométrie, notamment au printemps (120 à 150 mm) et un hiver froid (3,5 °C).
Pour la période 1971-2000, la température annuelle moyenne est de 10,9 °C, avec une amplitude thermique annuelle de 15 °C. Le cumul annuel moyen de précipitations est de 722 mm, avec 10,7 jours de précipitations en janvier et 8,2 jours en juillet. Pour la période 1991-2020, la température moyenne annuelle observée sur la station météorologique la plus proche, située sur la commune de Saint-Witz à 4 km à vol d'oiseau, est de 11,9 °C et le cumul annuel moyen de précipitations est de 676,8 mm,. Pour l'avenir, les paramètres climatiques de la commune estimés pour 2050 selon différents scénarios d'émission de gaz à effet de serre sont consultables sur un site dédié publié par Météo-France en novembre 2022.
| Mois                                  | jan.           | fév.           | mars          | avril         | mai           | juin         | jui.          | août          | sep.          | oct.          | nov.          | déc.          | année      |
| ------------------------------------- | -------------- | -------------- | ------------- | ------------- | ------------- | ------------ | ------------- | ------------- | ------------- | ------------- | ------------- | ------------- | ---------- |
| Température minimale moyenne (°C)     | 1,8            | 2              | 4             | 6,6           | 9,6           | 12,8         | 14,7          | 14,6          | 11,8          | 9,1           | 5,6           | 2,8           | 8          |
| Température moyenne (°C)              | 4              | 5              | 7,9           | 11,5          | 14,4          | 17,7         | 20            | 19,8          | 16,5          | 12,6          | 8,2           | 5,1           | 11,9       |
| Température maximale moyenne (°C)     | 6,3            | 7,9            | 11,9          | 16,4          | 19,2          | 22,5         | 25,4          | 25            | 21,2          | 16,1          | 10,7          | 7,4           | 15,8       |
| Record de froid (°C) date du record   | −12,3 07.01.09 | −10,4 12.02.12 | −8,4 13.03.13 | −2,5 07.04.21 | 1,5 06.05.19  | 6,5 13.06.08 | 7,8 03.07.11  | 8,2 26.08.18  | 3,5 30.09.18  | −0,7 29.10.08 | −5,1 30.11.10 | −7,4 19.12.09 | −12,3 2009 |
| Record de chaleur (°C) date du record | 14,1 01.01.22  | 19,6 27.02.19  | 24,2 31.03.21 | 28,7 20.04.18 | 30,8 28.05.17 | 36 27.06.11  | 41,4 25.07.19 | 37,5 09.08.20 | 34,3 08.09.23 | 28,3 01.10.11 | 20,5 08.11.15 | 15,7 31.12.21 | 41,4 2019  |
| Précipitations (mm)                   | 54,4           | 47,7           | 45            | 37,4          | 72,2          | 64,9         | 58,1          | 59,3          | 47,4          | 56,8          | 61            | 72,6          | 676,8      |

## Urbanisme

### Typologie
Au 1er janvier 2024, Villeron est catégorisée bourg rural, selon la nouvelle grille communale de densité à sept niveaux définie par l'Insee en 2022.
Elle est située hors unité urbaine. Par ailleurs la commune fait partie de l'aire d'attraction de Paris, dont elle est une commune de la couronne,. Cette aire regroupe 1 929 communes,.

### Habitat et logement
En 2018, le nombre total de logements dans la commune était de 523, alors qu'il était de 313 en 2013 et de 262 en 2008.
Parmi ces logements, 92,2 % étaient des résidences principales, 1,6 % des résidences secondaires et 6,2 % des logements vacants. Ces logements étaient pour 56,2 % d'entre eux des maisons individuelles et pour 43,2 % des appartements.
Le tableau ci-dessous présente la typologie des logements à Villeron en 2018 en comparaison avec celle du Val-d'Oise et de la France entière. Une caractéristique marquante du parc de logements est ainsi une proportion de résidences secondaires et logements occasionnels (1,6 %) supérieure à celle du département (1,3 %) et à celle de la France entière (9,7 %). Concernant le statut d'occupation de ces logements, 62,1 % des habitants de la commune sont propriétaires de leur logement (75,1 % en 2013), contre 56 % pour du Val-d'Oise et 57,5 pour la France entière.
| Typologie                                               | Villeron | Val-d'Oise | France entière |
| ------------------------------------------------------- | -------- | ---------- | -------------- |
| Résidences principales (en %)                           | 92,2     | 92,8       | 82,1           |
| Résidences secondaires et logements occasionnels (en %) | 1,6      | 1,3        | 9,7            |
| Logements vacants (en %)                                | 6,2      | 5,9        | 8,2            |

## Toponymie
Mentionné pour la première fois en 833[réf. nécessaire],
Villerun en 1174, Villerolum et Villeronium puis Vilero au XIIIe siècle, Villeron en 1210.

## Histoire

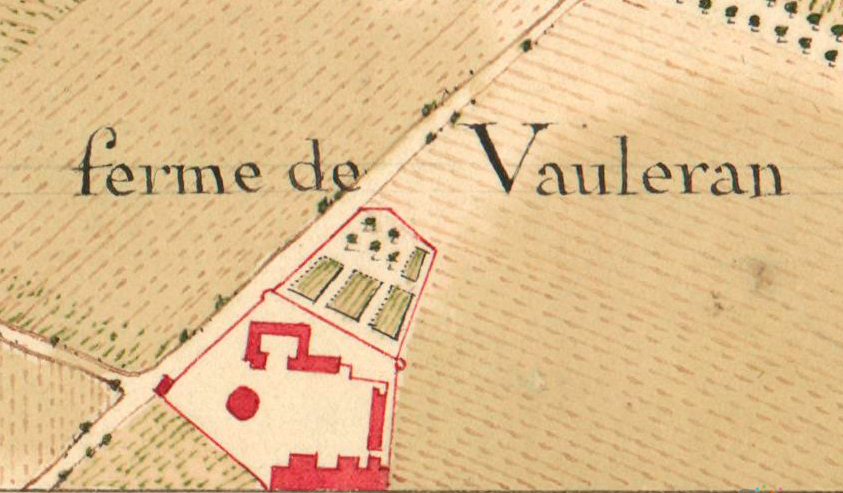
La ferme de Vaulerent dans l'Atlas de Trudaine, vers 1745-1780.

Des fouilles archéologiques menées en 2013/2014 ont permis de dégager les vestiges d'un établissement rural romain du Ier ou du IIe siècle, cerné par un enclos fossoyé. Une tombe, isolée au sein de cet habitat, comme cela se pratiquait souvent, a été retrouvée.
Le village était une possession de l'abbaye de Saint-Denis au XIIe siècle[réf. nécessaire].
Les fondations d'un ancien moulin à vent datant de l'époque moderne et son bâtiment d'habitation ont également été mis au jour, à quelques centaines de mètres de la grange de Vaulerent.

Villeron au tout début du XXe siècle
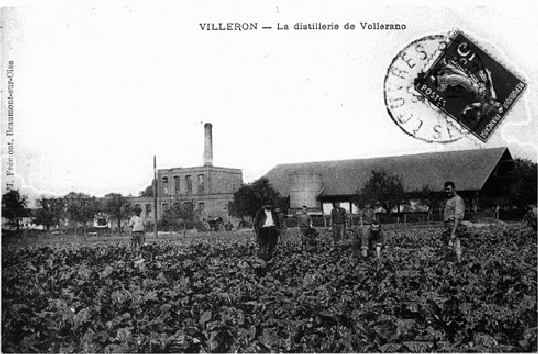
La distillerie.
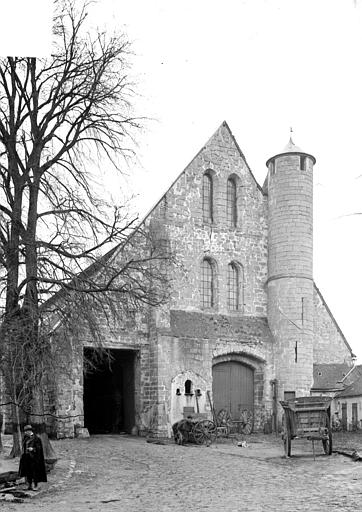
La Ferme de Vaulerand, avant 1919.
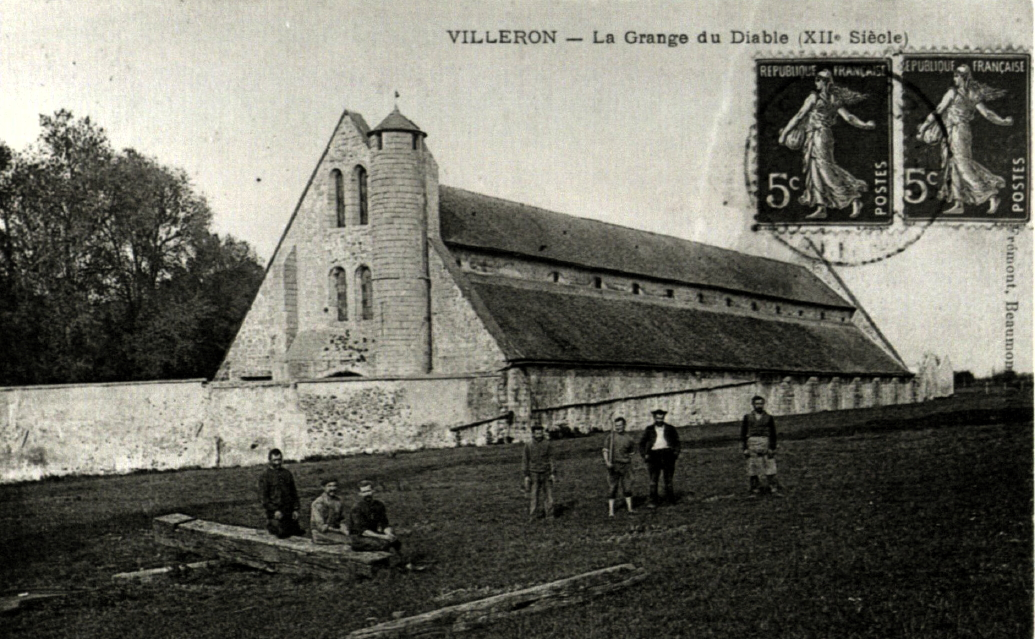
La « Grange du Diable » (Ferme de Vaulerent).
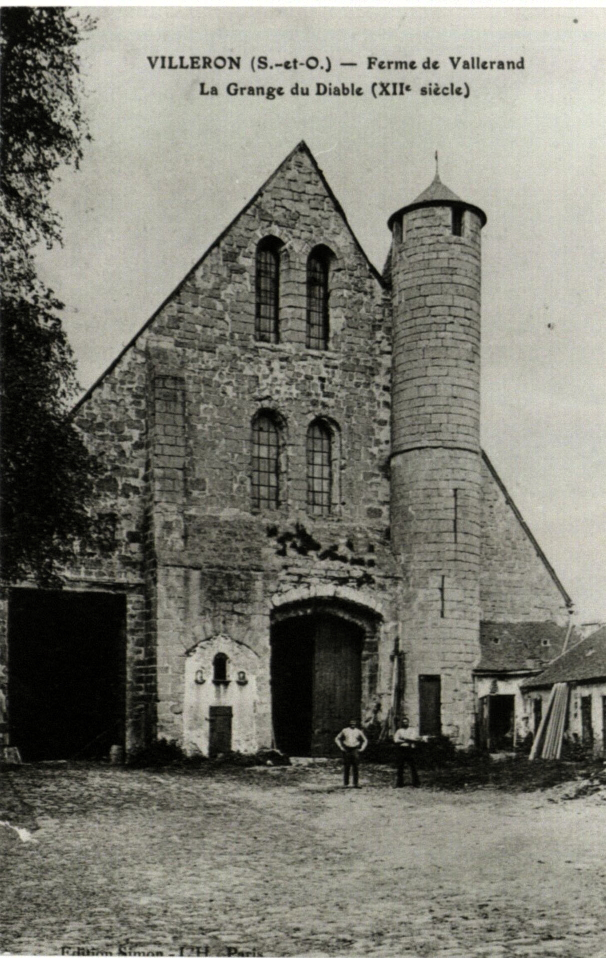

### Événements récents
En février 2023, un groupe de deux cents habitants accompagnés par le maire chasse des familles d'origine rom, en présence de la gendarmerie,. Les habitants de Villeron déploraient l'installation illégale de ce camp, ainsi que les feux de camps et les coupes d'arbres réalisés par les Roms. Cependant, la gendarmerie et la municipalité n'avaient pas constaté d'augmentation de la délinquance. Une pelleteuse détruit les habitations précaires de ces familles juste après leur départ. Une enquête est ouverte. Une plainte est déposée le 7 février pour « violence commise en réunion ».

## Politique et administration

### Rattachements administratifs et électoraux

#### Rattachements administratifs
Antérieurement à la loi du 10 juillet 1964, la commune faisait partie du département de Seine-et-Oise. La réorganisation de la région parisienne en 1964 fit que la commune appartient désormais au département du Val-d'Oise et à son arrondissement de Sarcelles après un transfert administratif effectif au 1er janvier 1968.
Elle faisait partie de 1801 à 1967 du canton de Luzarches de Seine-et-Oise. Lors de la mise en place du Val-d'Oise, la ville intègre le canton de Gonesse. Dans le cadre du redécoupage cantonal de 2014 en France, cette circonscription administrative territoriale a disparu, et le canton n'est plus qu'une circonscription électorale.
Villeron fait partie du ressort du tribunal d'instance de Gonesse, et de ceux du tribunal judiciaire et du  tribunal de commerce de Pontoise,.

#### Rattachements électoraux
Pour les élections départementales, la commune est membre depuis 2014 du canton de Goussainville
Pour l'élection des députés, elle fait partie de la neuvième circonscription du Val-d'Oise.

### Intercommunalité
Villeron était membre de la communauté d'agglomération Roissy Porte de France, un établissement public de coopération intercommunale (EPCI) à fiscalité propre créé en 1994 et auquel la commune avait transféré un certain nombre de ses compétences, dans les conditions déterminées par le code général des collectivités territoriales.
Dans le cadre de la mise en œuvre de la loi MAPAM du 27 janvier 2014, qui prévoit la généralisation de l'intercommunalité à l'ensemble des communes et la création d'intercommunalités de taille importante notamment en seconde couronne de l'agglomération parisienne, afin de pouvoir dialoguer avec la métropole du Grand Paris créée par cette même loi,, cette intercommunalité a fusionné avec ses voisines  pour former, le 1er janvier 2017, la communauté d'agglomération Roissy Pays de France dont est désormais membre la commune.

### Liste des maires
| Période                                  | Période                       | Identité            | Étiquette | Qualité                                             |
| ---------------------------------------- | ----------------------------- | ------------------- | --------- | --------------------------------------------------- |
| Les données manquantes sont à compléter. |                               |                     |           |                                                     |
| mai 1925                                 |                               | Em. Lecerf          |           |                                                     |
| avant 1981                               |                               | Jean-Baptiste Rodde |           |                                                     |
| Les données manquantes sont à compléter. |                               |                     |           |                                                     |
| mars 2001                                | 2014                          | Christian Nahon     |           |                                                     |
| 2014                                     | En cours (au 2 décembre 2020) | M. Dominique Kudla  | SE        | Agriculteur retraité Réélu pour le mandat 2020-2026 |

## Équipements et services publics

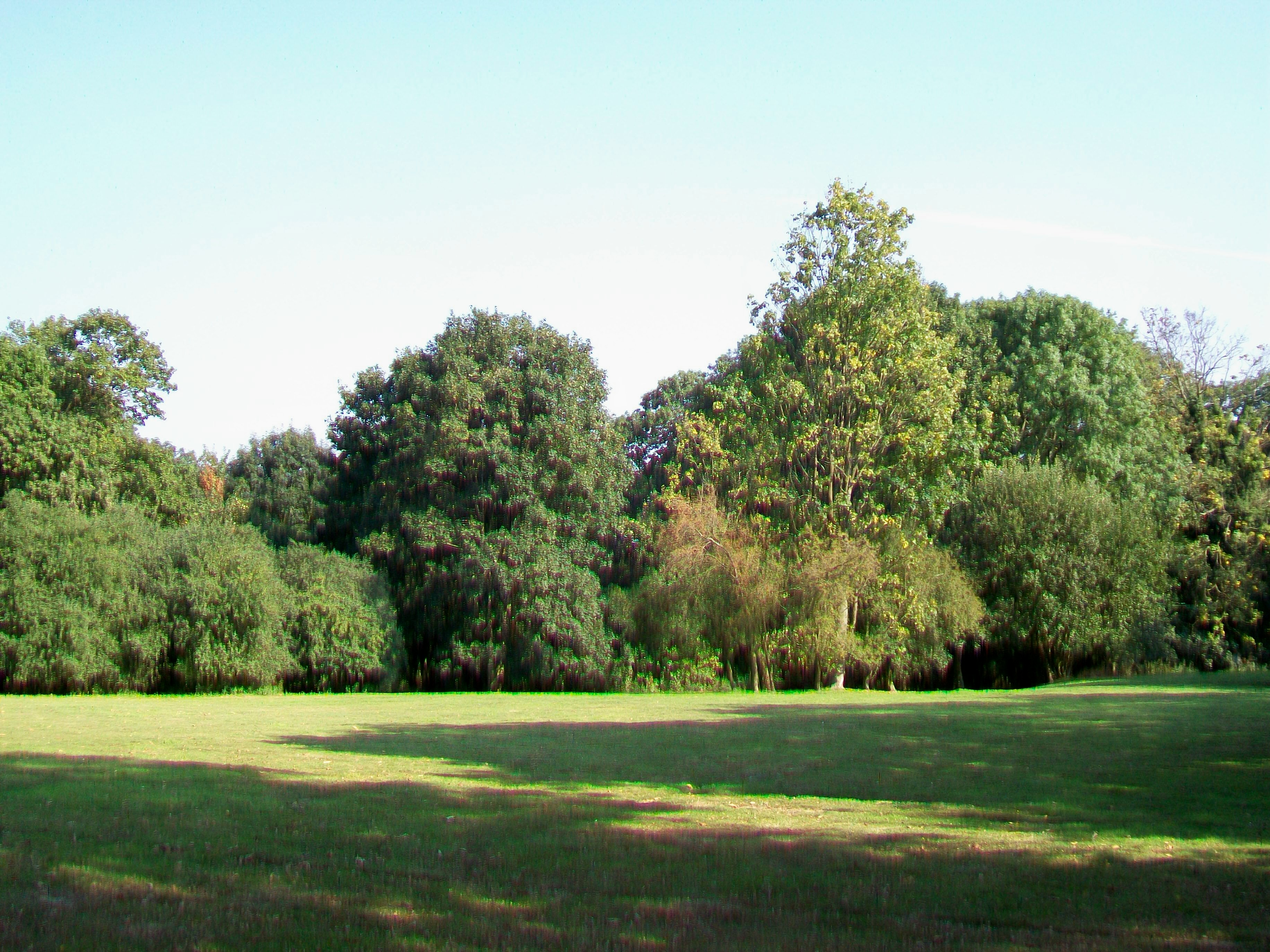
Le parc municipal, au sud-est du village.

La croissance de la population permise par la construction d'un parc de logements importants a permis la croissance des effectifs de l'école communale, passés de  77 élèves en mars 2017 à 176 en janvier 2018 et près de 200 escomptés dès juin 2018 puis 464 en 2020. La construction d'une nouvelle école est encogée, destinée à ouvrir en 2019

## Démographie
L'évolution du nombre d'habitants est connue à travers les recensements de la population effectués dans la commune depuis 1793. Pour les communes de moins de 10 000 habitants, une enquête de recensement portant sur toute la population est réalisée tous les cinq ans, les populations de référence des années intermédiaires étant quant à elles estimées par interpolation ou extrapolation. Pour la commune, le premier recensement exhaustif entrant dans le cadre du nouveau dispositif a été réalisé en 2004.

En 2022, la commune comptait 1 672 habitants, en évolution de +123,53 % par rapport à 2016 (Val-d'Oise : +4 %, France hors Mayotte : +2,11 %).
| 1793 | 1800 | 1806 | 1821 | 1831 | 1836 | 1841 | 1846 | 1851 |
| ---- | ---- | ---- | ---- | ---- | ---- | ---- | ---- | ---- |
| 294  | 277  | 280  | 261  | 245  | 242  | 236  | 200  | 183  |

| 1856 | 1861 | 1866 | 1872 | 1876 | 1881 | 1886 | 1891 | 1896 |
| ---- | ---- | ---- | ---- | ---- | ---- | ---- | ---- | ---- |
| 164  | 182  | 222  | 224  | 239  | 246  | 276  | 271  | 256  |

| 1901 | 1906 | 1911 | 1921 | 1926 | 1931 | 1936 | 1946 | 1954 |
| ---- | ---- | ---- | ---- | ---- | ---- | ---- | ---- | ---- |
| 289  | 287  | 260  | 335  | 340  | 281  | 310  | 261  | 265  |

| 1962 | 1968 | 1975 | 1982 | 1990 | 1999 | 2004 | 2006 | 2009 |
| ---- | ---- | ---- | ---- | ---- | ---- | ---- | ---- | ---- |
| 263  | 294  | 311  | 271  | 361  | 702  | 718  | 709  | 728  |

| 2014 | 2019  | 2022  | - | - | - | - | - | - |
| ---- | ----- | ----- | - | - | - | - | - | - |
| 758  | 1 506 | 1 672 | - | - | - | - | - | - |

L'accroissement de la population constatée au recensement 2018 est lié à la livraison de 306 logements à compter de 2015, auxquels doivent s'ajouter 88 logements en 2000. La municipalité estime les chiffres du recensement sous-évalués, et avance le nombre de 1 506 habitants en 2019,

## Culture locale et patrimoine

### Lieux et monuments
Villeron possède un  monument historique sur son territoire : 
- Grange de Vaulerent, située à 800 m de Villeron, RD 165e (classée monument historique en  1889 ; colombier, puits et cave inscrits en  1990[32]) : cette grange cistercienne, qui serait la plus importante préservée en Île-de-France, dépendait de l'abbaye de Chaalis et date du XIIe siècle. Longue de 72 m, elle est divisée en trois vaisseauxpar deux lignes de 12 piliers carrés, sur lesquels reposent des arcades en tiers-point supportant la charpente. 
La façade sud-ouest formant pignon est flanquée d'une tourelle d'escalier cylindrique du XVe siècle avec chambre de guet ; elle est percée d'ouvertures jumelées en plein cintre et de deux portes, une charretière et une piétonne, toutes deux datant du Moyen Âge. 
Dès 1145, la grange de Vaulerent est mentionnée dans les archives de l’abbaye, et, au XIIIe siècle, elle fait partie des onze exploitations agricoles appartenant de l’abbaye. cette exploitation état initialement habitée et dirigée par des convers cisterciens[33]. Le colombier cylindrique (XIIIe – XVIIIe siècle) en moellons irréguliers[34] a été récemment restauré.
La grange, qui n'est pas habituellement ouverte au public, accueille des concerts[35],[36]

La grange de Vaulerand
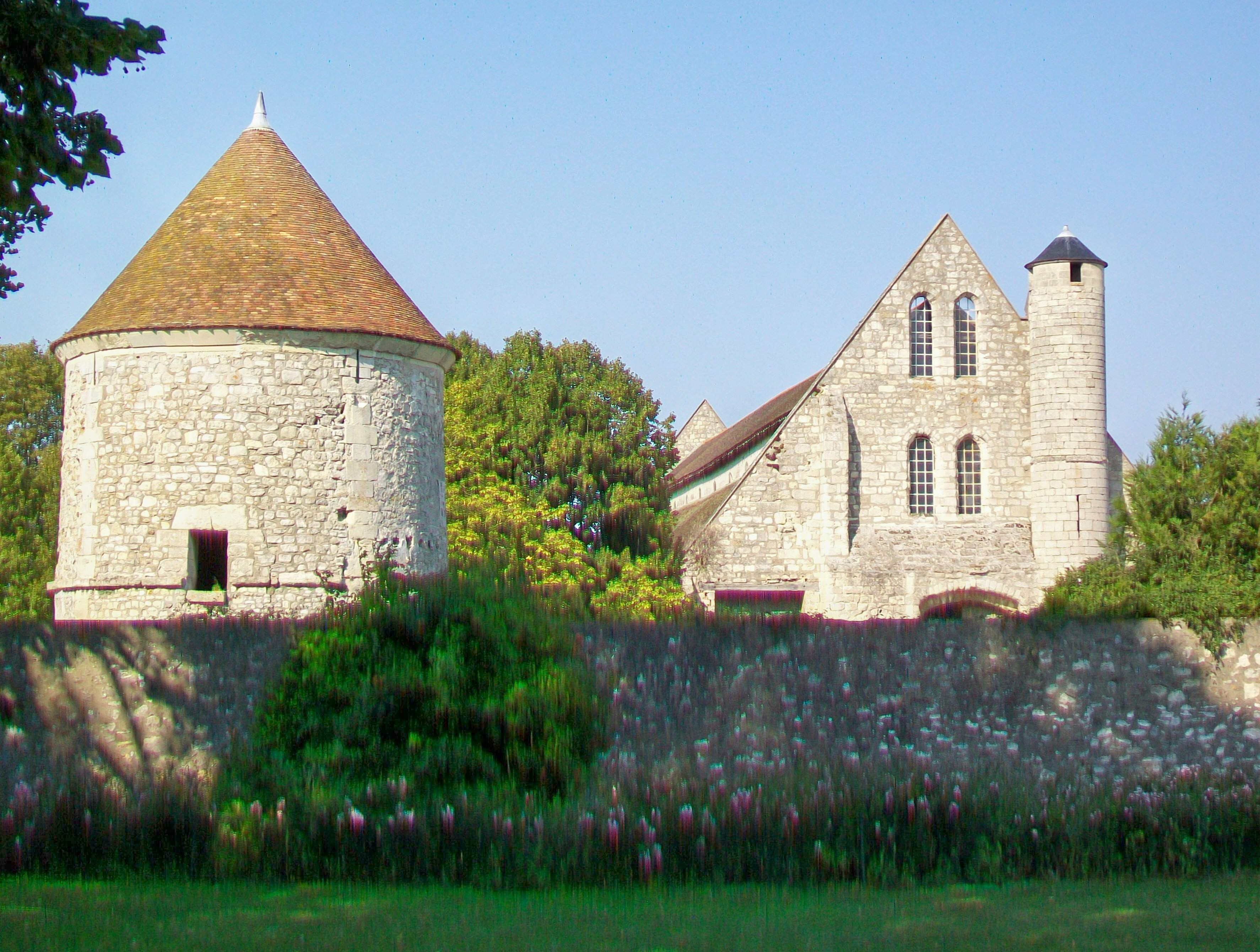
Colombier et grange de Vaulerent.
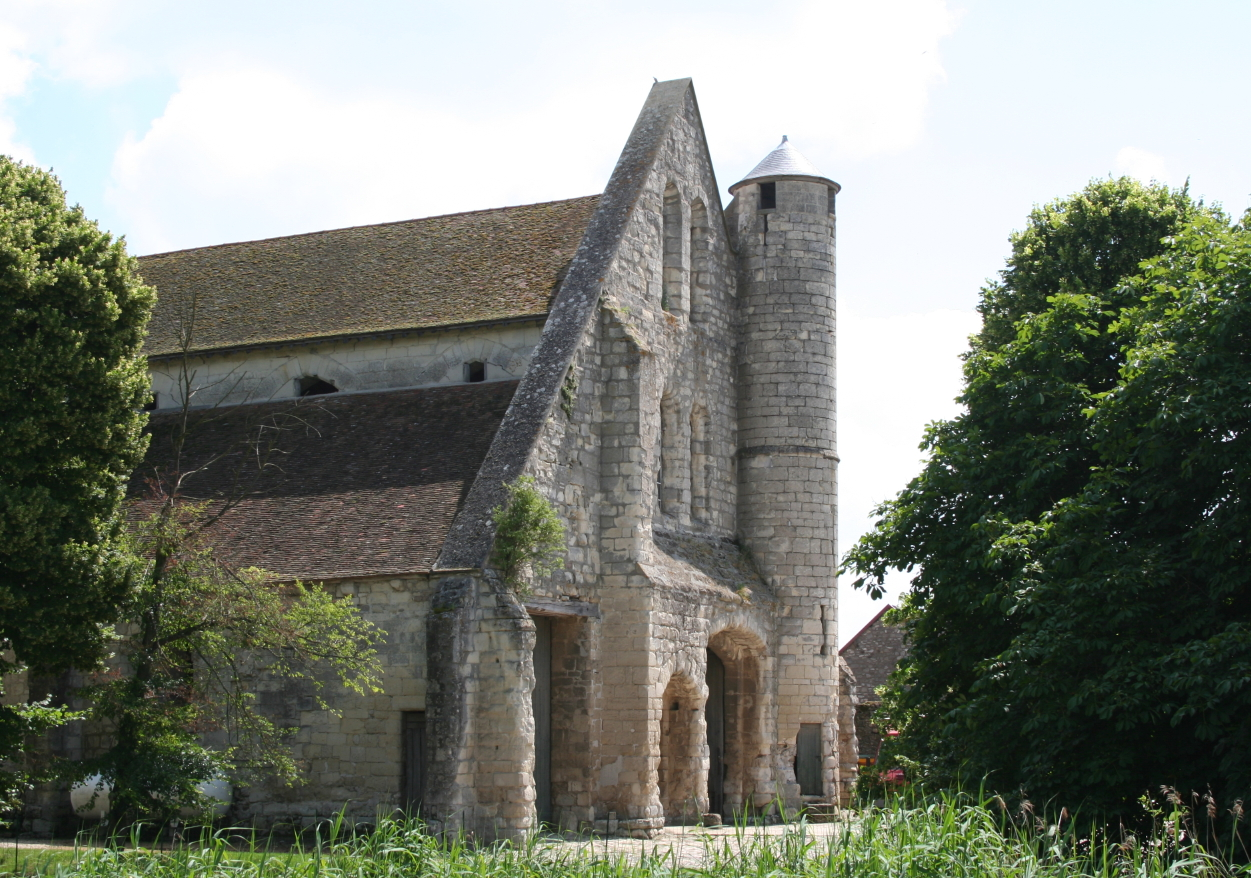
Le mur-pignon
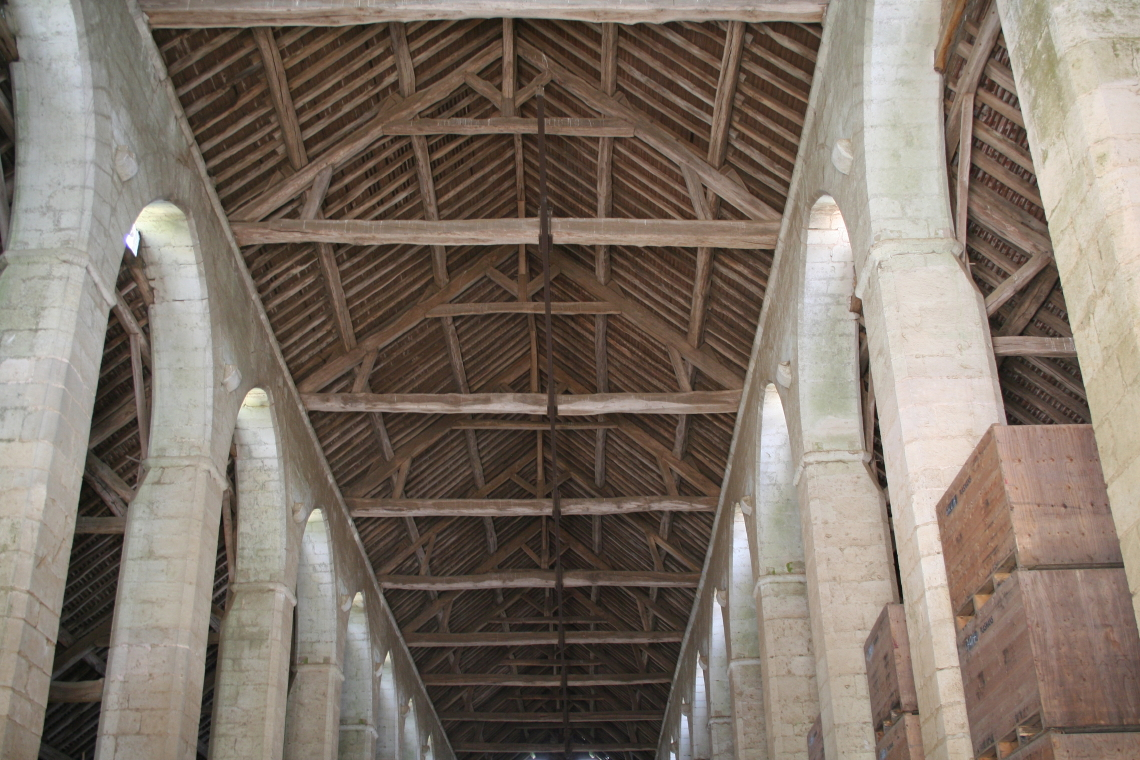
Intérieur de la grange.

On peut également signaler :
- L'ancienne distillerie, à côté de la grange de Vaulerent : son activité consistait en la fabrication d'alcool à la base de betteraves sucrières. L'établissement, qui date du début du XXe siècle, a été transformée en 1946, puis a cessé son activité comme l'une des dernières du pays de France en 1979[34]. 
Par ailleurs, un dernier court tronçon du vaste réseau industriel à l'écartement de 600 mm de la sucrerie de Villeron subsiste dans le chemin d'accès. 
Les bâtiments avec leur architecture industrielle caractéristique en briques et la haute cheminée connaissent aujourd'hui une nouvelle utilisation industrielle.
- L'église Saint-Germain-d'Auxerre, rue Saint-Germain : c'est déjà la troisième église que possède Villeron, la première située à l'écart du village étant mentionnée dès 1219, la seconde ayant été consacrée vers 1577. Elle s'est effondrée en 1879, alors que le clocher avait été réparé en 1841 et de nouveaux vitraux posés en 1879. 
La reconstruction sous la direction de l'architecte Blondel a eu lieu entre 1882 et 1884. Le petit édifice irrégulièrement orientée se compose d'une nef unique de trois travées voûtées d'ogives ; d'un clocher-porche devant la façade septentrionale ; d'un chœur au chevet plat plus étroit que la nef à son extrémité méridionale ; ainsi que d'un transept saillant avec des pignons vers l'ouest et vers l'est. 
Le chevet est éclairé par un triplet de baies ogivales à lancette simple, et les autres fenêtres de l'église sont également des ogives simples. Le portail septentrional est cantonné de deux colonnettes à chapiteaux sculptés en feuillages, et son arc est orné d'une succession de moulures prismatiques et toriques. Le tympan est par contre nu. Hormis le clocher, les contreforts et les chaînages des fenêtres, les murs sont couverts d'enduit et non peints[37],[38].
- La ferme 40 rue de l'Ormet : cette grande ferme, longtemps subdivisée en deux exploitations distinctes, abritait sur son domaine le château seigneurial de Villeron, dont quelques vestiges subsistent. Près du mur de clôture oriental sur l'allée Gérard-Bauche, l'on peut apercevoir un colombier rond[39].
- Les ruines du château de Villeron : il s'agit des vestiges d'une grande maison de notable édifiée à partir de 1823, à la suite de la démolition de l'aile nord du château[40].

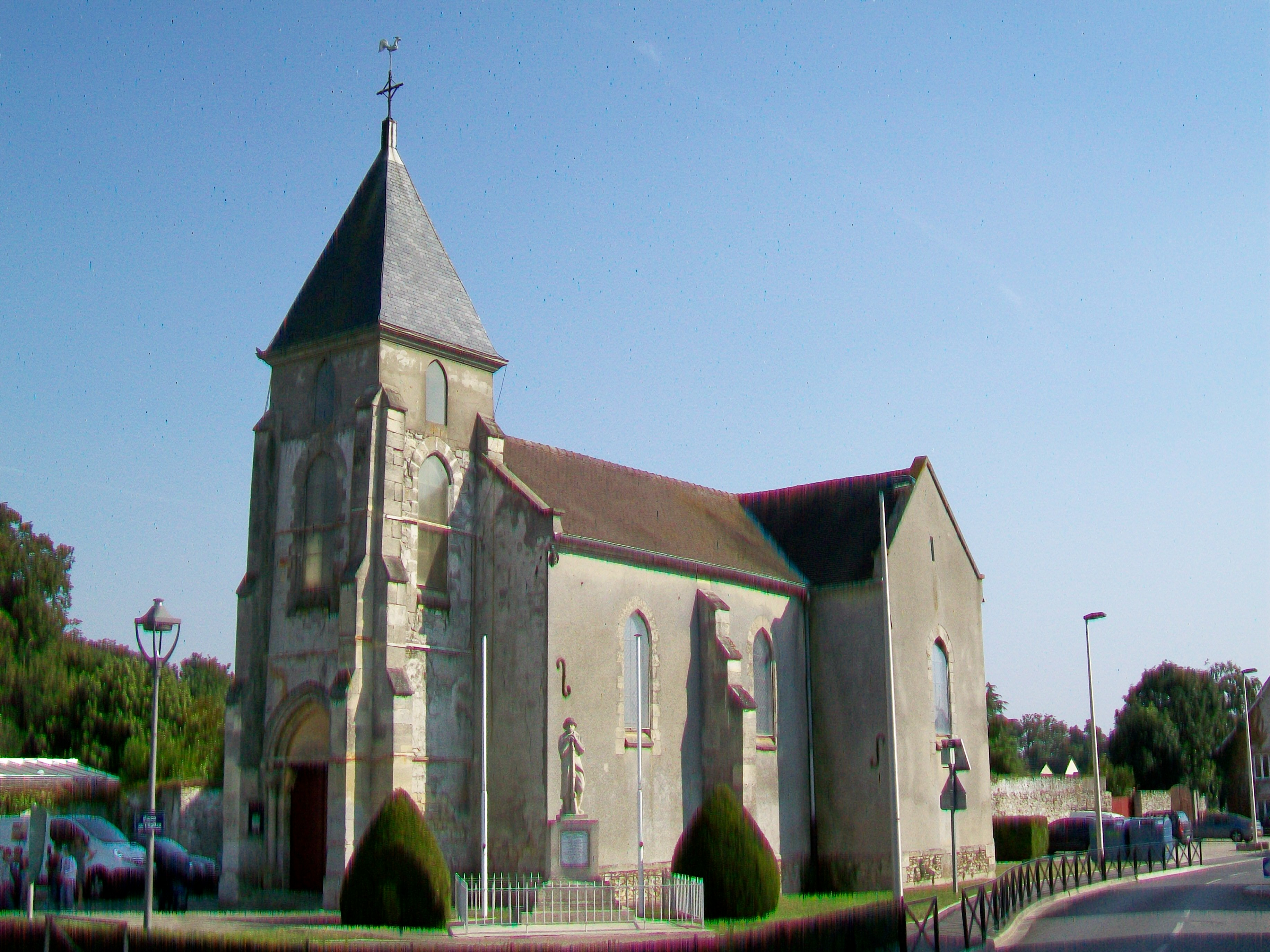
L'église Saint-Germain-d'Auxerre
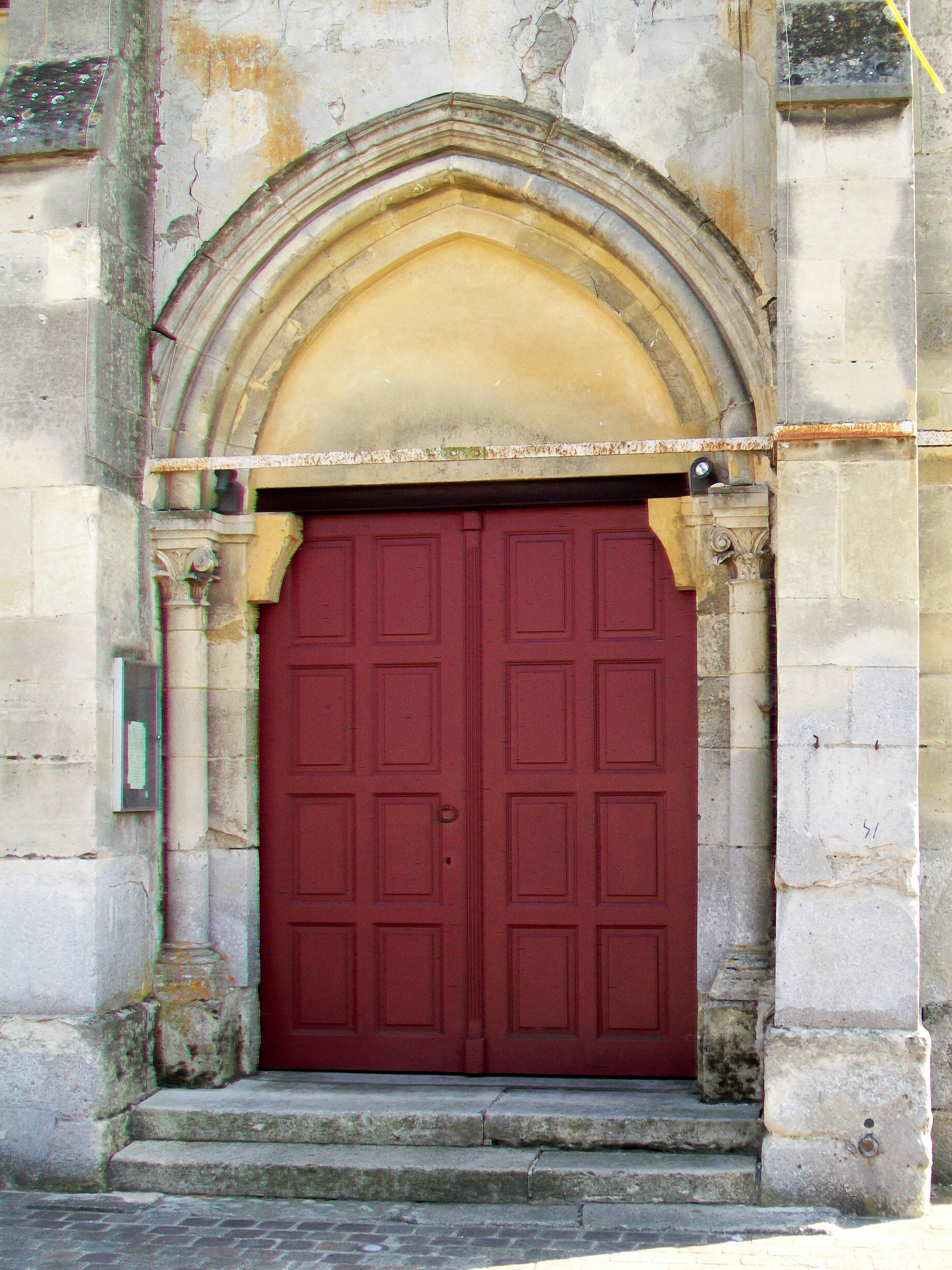
Portail de l'église
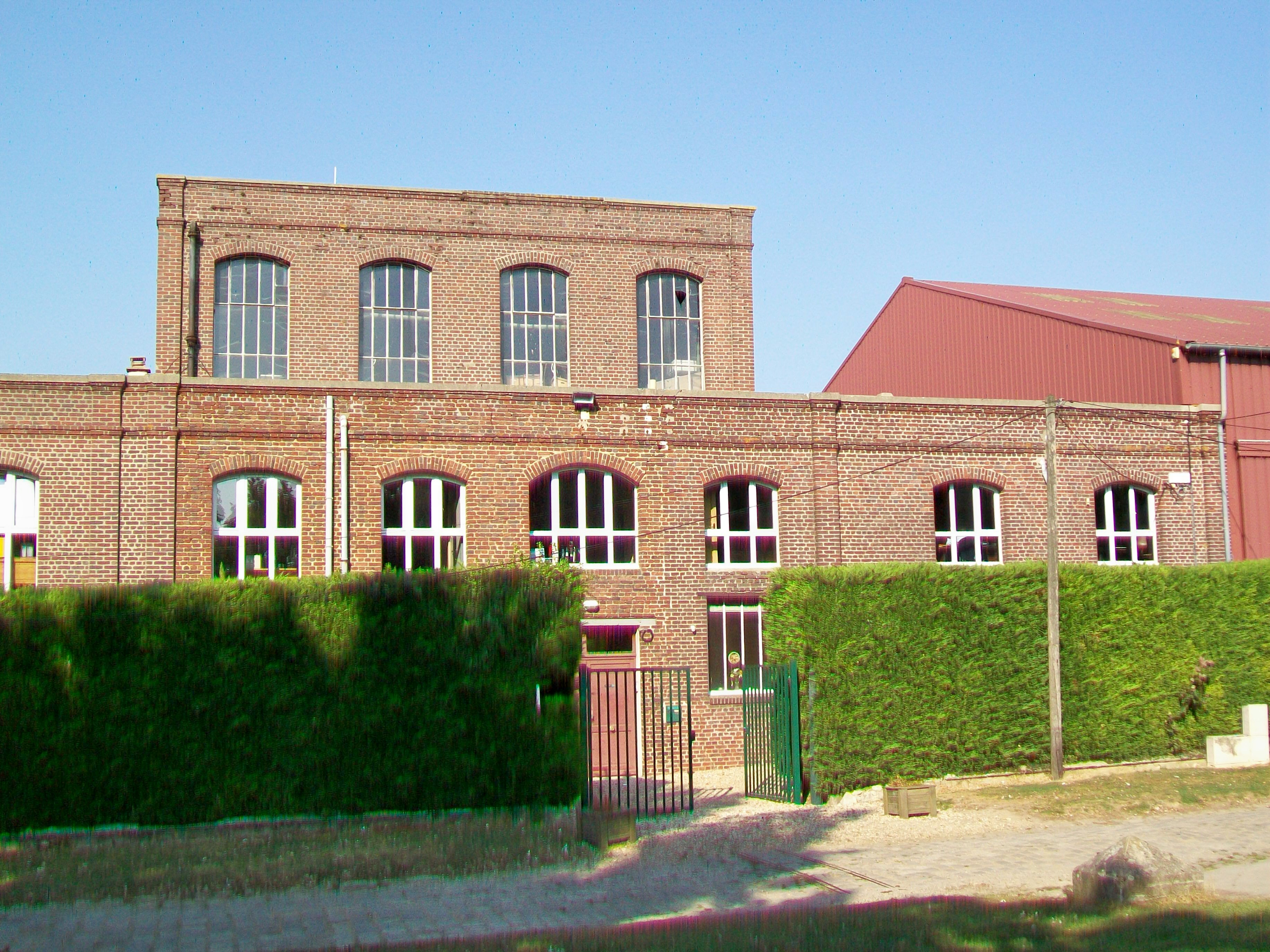
Ancienne distillerie.
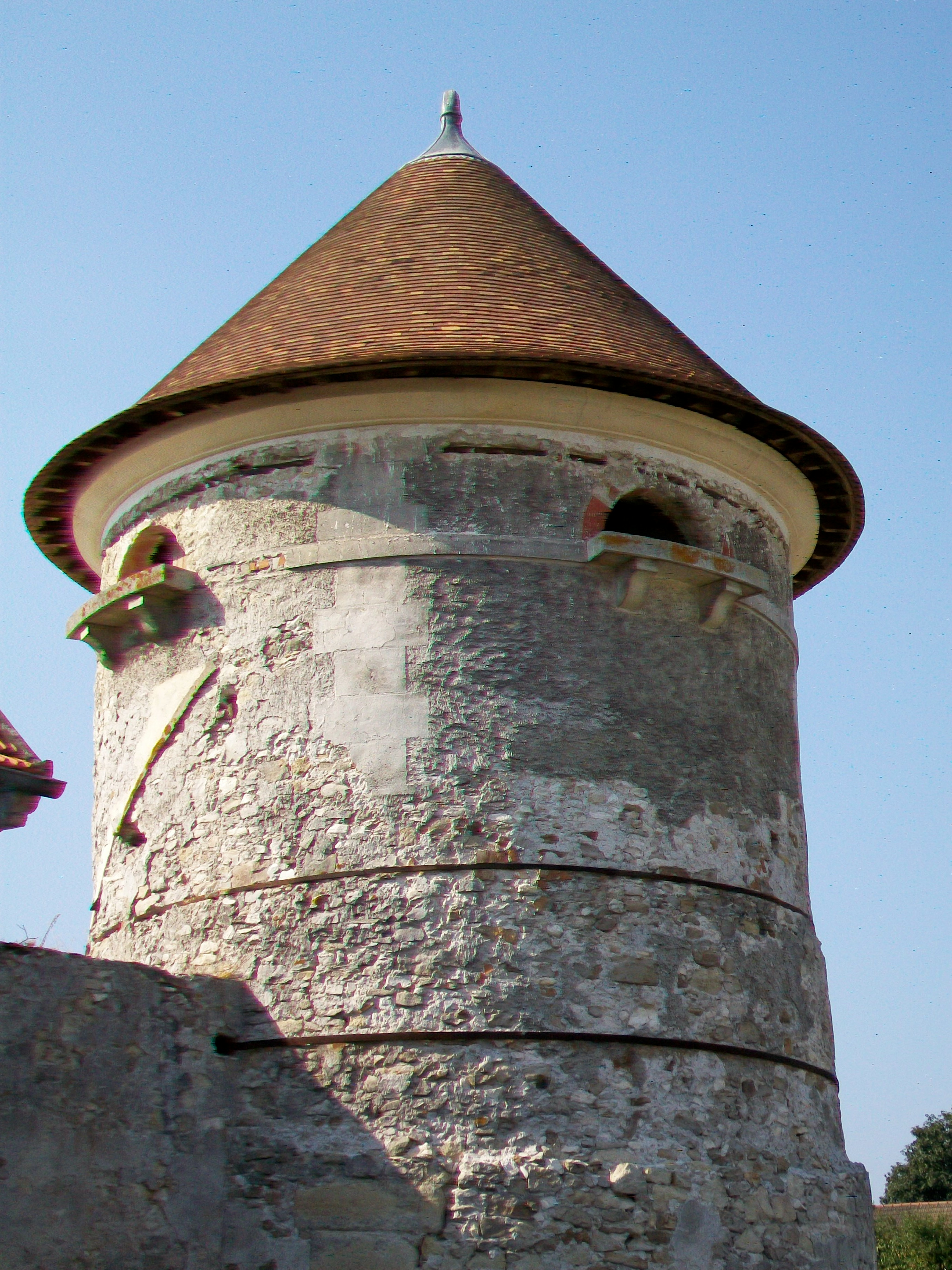
Colombier de la grande ferme.
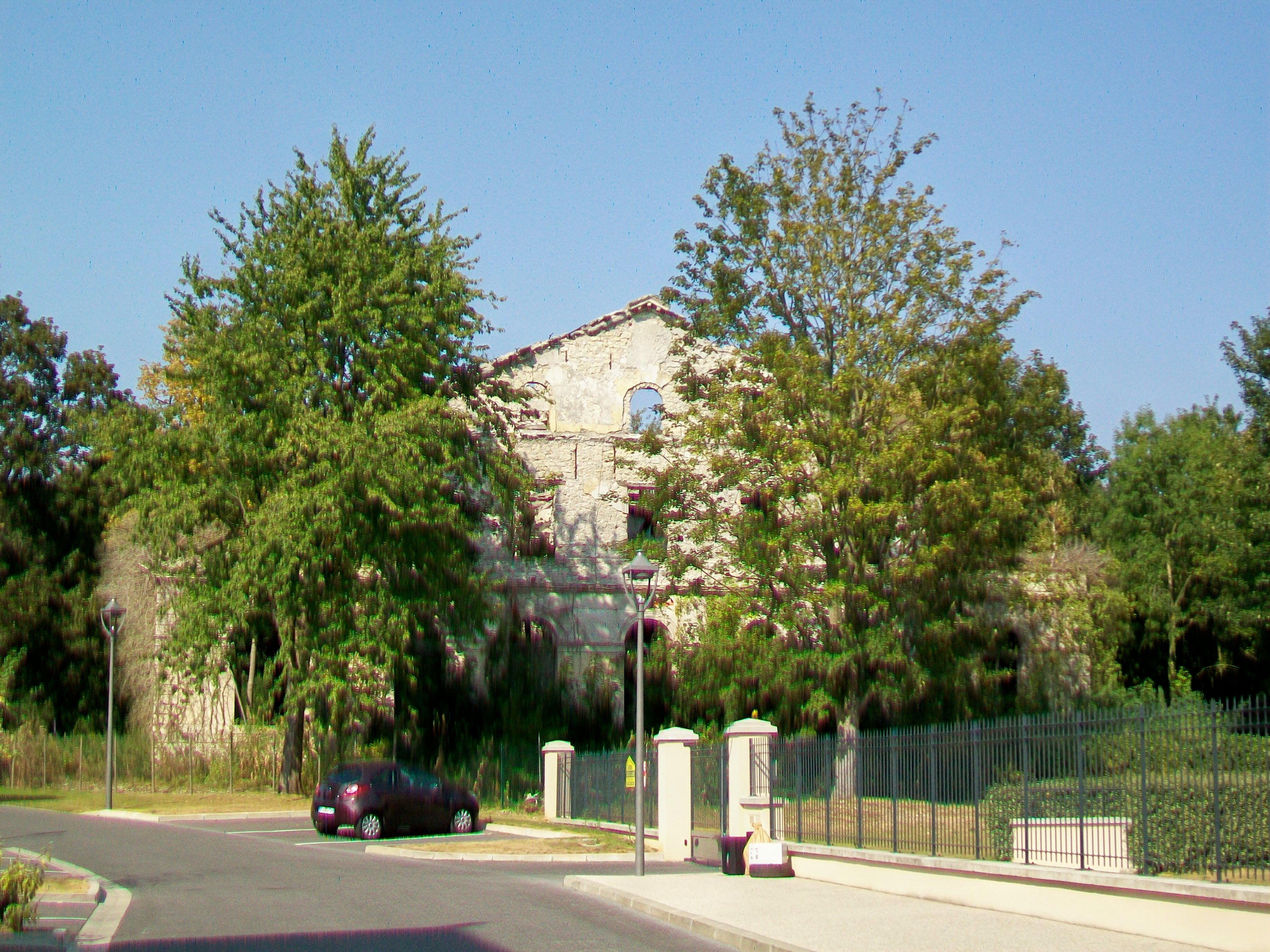
Ruine du château.
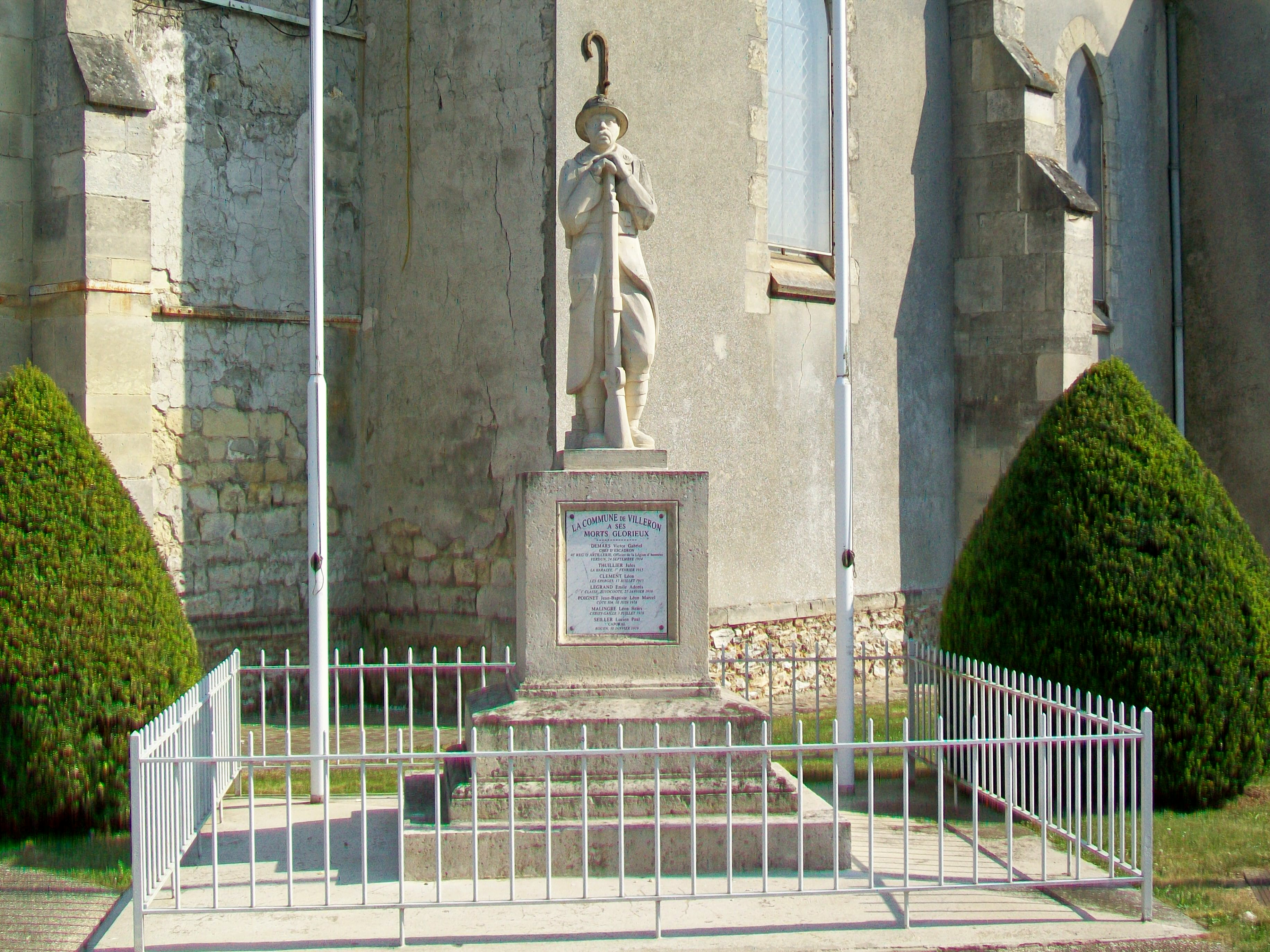
Monument aux morts

### Personnalités liées à la commune
- François Léon Ormancey (1754-1824) , général des armées de la République et de l'Empire, né à Pontailler-sur-Saône (Côte-d'Or) est  décédé dans la commune.

### Héraldique
| Blason de Villeron | Blason  | Écartelé : au 1er de sable au casque d'or taré de profil, au 2e de gueules à la muraille crénelée d'argent, maçonnée de sable et mouvant des flancs et de la pointe, au 3e d'azur au chevron d'or accompagné en chef de deux étoiles d'argent et en pointe d'une quintefeuille du même, au 4e d'azur au lion d'or transpercé d'une flèche d'argent versée en barre. |
| Blason de Villeron | Détails | Adopté par la municipalité. |